# Tadeusz Ruta

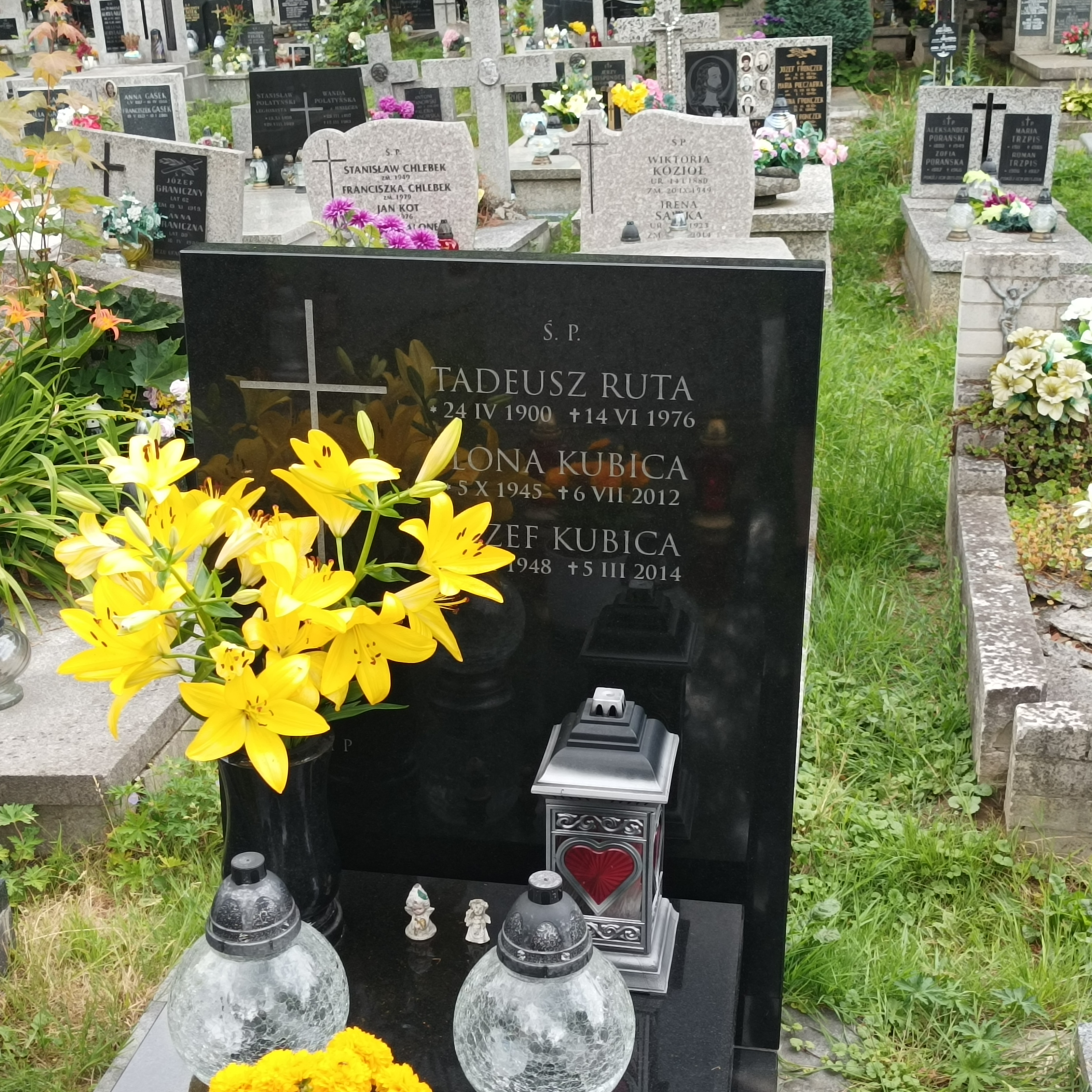
Grób Tadeusza Ruty na cmentarzu wojskowym przy ul. Prandoty w Krakowie

Tadeusz Ruta (ur. 21 kwietnia 1900 w Krakowie, zm. 14 czerwca 1976 tamże) – artysta ludowy, twórca szopek krakowskich, murarz.

## Życiorys
Pochodził ze znanej rodziny twórców szopek, był synem Antoniego (ojca) i Julii z Dudków, bratem Antoniego (syna). Jako mistrz murarski brał udział m.in. w budowie gmachu PKO w Krakowie przy ulicy Wielopole. W sezonie zimowym, kiedy brakowało pracy dla murarza, zajmował się tworzeniem szopek. Regularnie uczestniczył w konkursach na najpiękniejsze szopki w latach 1945–1955, później sporadycznie; kilkakrotnie był laureatem II nagrody (1945, 1947, 1949, 1950, 1953, 1954, 1955, 1959) i III nagrody (1946, 1951, 1963). Brał udział w konkursach także w czasie okresowej pracy na Śląsku i w Tarnowie, przesyłał wówczas prace pocztą. Działał w Grzegórzeckim Klubie Sportowym.
Początkowo tworzył szopki wysokie i płaskie z krótkimi wieżami, od lat 50. bardziej smukłe, dodając więcej detali dekoracyjnych.
Został pochowany na cmentarzu Rakowickim (cmentarzu wojskowym przy ul. Prandoty, kw. LXXXII-5-15). Był dwukrotnie żonaty, dzieci nie miał. Niektóre jego szopki znajdują się w posiadaniu Muzeum Historycznego Miasta Krakowa.